# Ричи Валенс
Ричард Стивен Валенсуела (енгл. Richard Steven Valenzuela), познатији као Ричи Валенс (енгл. Ritchie Valens; Линвуд, 13. мај 1941 — Клир Лејк, 3. фебруар 1959) биo је певач рокенрол музике. Краткотрајна каријера му је изненада прекинута када је погинуо у авионској несрећи.

## Биографија
Валенс је био пионир латино рока – специфичне музичке подврсте рока са великим упливом традиционалне мексичке музике. Његова музичка каријера трајала је свега осам месеци. У том кратком периоду имао је низ великих успеха.
Валенс је погинуо у авионској несрећи 3. фебруара 1959. године на дан који се у Америци назива дан када је умрла музика. Погинуо је при паду малог авиона у Ајови заједно са легендама америчког рока Бадијем Холијем и Биг Бопером.